# Off-Broadway

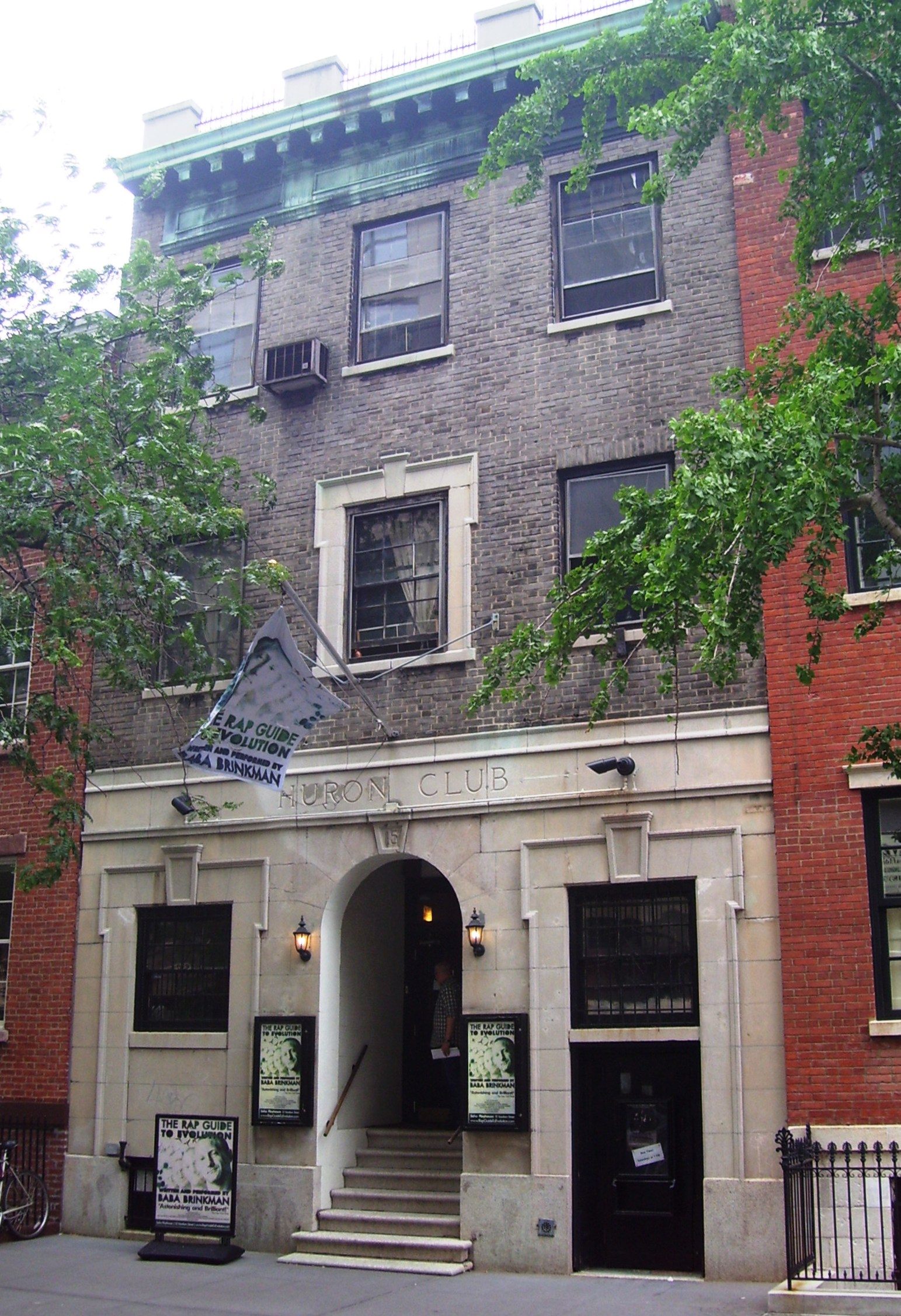
The SoHo Playhouse w Nowym Jorku (2011)

Off-Broadway – profesjonalny teatr nowojorski o wielkości widowni mniejszej niż 500 miejsc, przez co zgodnie z zasadami klasyfikacyjnymi nie może być zdefiniowany  jako teatr broadwayowski. Produkcja off-broadwayowska jest sztuką teatralną, musicalem lub rewią.

## Historia

### Definicja
Pojęcie początkowo odnosiło się do teatrów (i dzieł w nich wystawianych) zlokalizowanych na bocznych ulicach przecinających Broadway w okolicy Theater District - tam gdzie zgrupowane są teatry broadwayowskie.  Termin został potem przedefiniowany przez League of Off-Broadway Theatres and Producers (zrzeszenie właścicieli i producentów)  i obecnie oznacza profesjonalny teatr w Nowym Jorku z liczbą miejsc od 100 do 499, jak również produkcje tam wykonywane podlegające pod umowy ze związkami branżowymi.
Poprzednio (niezależnie od wielkości sali) za teatr broadwayowski uznawano każdy teatr zlokalizowany na Manhattanie w tzw. Broadway Box (pomiędzy  6 i 8 Aleją oraz Times Square i 42 Ulicą), natomiast pozostałe należały do off-Broadwayu i off-off-Broadwayu. Zmiana definicji była korzystna dla teatrów spełniających standardy jakościowe, jak i wykonawców tam występujących, ze względu na wyższe stawki i lepszą ochronę związkową na Broadwayu. Przykładem odwrotnym - obecnych teatrów off-Broadway dawniej klasyfikowanych jako broadwayowskie - są Laura Pels Theatre i Snapple Theater Center niespełniające limitu miejsc. 
Teatry nieprzekraczające 100 miejsc na widowni są klasyfikowane jako off-off-Broadway.

### Osiągnięcia
Według krytyków początki off-Broadwayu należy datować na początek lat pięćdziesiątych XX wieku w reakcji na wzrastającą komercjalizację Broadwayu i potrzebę zapewnienia „schronienia dla nowej generacji” kreatywnych artystów. Pierwszym znaczącym osiągnięciem było wznowienie w 1954 roku Opery za trzy grosze (Kurta Weilla i Bertolda Brechta).
Wiele przedstawień z off-Broadwayu po odniesieniu sukcesu zostało przeniesione na Broadway. Dotyczy to m.in. musicali:
- Hair,
- Godspell,
- Chór,
- Little Shop of Horrors,
- Rent,
- Avenue Q,
- Rock of Ages,
- In The Heights

oraz sztuk:
- Doubt,
- I Am My Own Wife,
- Bridge & Tunnel,
- The Normal Heart,
- Coastal Disturbances

Wiele produkcji było wystawianych przez wiele lat wyłącznie na off-Broadwayu. Rekordzistą jest wystawiany 42 lata The Fantasticks.

## Nagrody
Dzieła, wykonawcy i personel techniczny off-Broadwayu mają prawo do ubiegania się o nagrody:
- New York Drama Critics' Circle Award,
- Outer Circle Critics Award,
- Drama Desk Award,
- Obie Award (przyznawanej od 1956 przez The Village Voice),
- Lucille Lortel Award (przyznawanej od 1985 przez League of Off-Broadway Theatres & Producers),
- Drama League Award[5].

Dziełom z off-Broadwayu nie przysługują natomiast  nagrody Tony Awards. Tylko raz, w 1956 (zanim zmieniono zasady przyznawania nagród Tony) Lotte Lenya zdobyła tę nagrodę dla „najlepszej aktorki drugoplanowej w musicalu”  za Operę za trzy grosze.